# Happlodontus proterus
Happlodontus
Genre
Espèce
Happlodontus proterus, unique représentant du genre Happlodontus, est une espèce fossile de solifuges de la famille des Ammotrechidae.

## Distribution
Cette espèce a été découverte dans de l'ambre de la République dominicaine. Elle date du Miocène.

## Description
L'holotype mesure 6,83 mm.

## Publication originale
: document utilisé comme source pour la rédaction de cet article.
- Poinar & Santiago Blay, 1989 : A fossil solpugid, Happlodontus proterus, new genus, new species (Arachnida: Solpugida) from Dominican amber. Journal of the New York Entomological Society, vol. 97, no 2, p. 125-132 (texte intégral).